# Michał Bristiger
Michał Bristiger (ur. 1 sierpnia 1921 w Jagielnicy, zm. 16 grudnia 2016 w Warszawie) – polski muzykolog, krytyk muzyczny, popularyzator muzyki, publicysta, lekarz, prof. zw. dr hab. sztuk muzycznych o specjalności muzykologia, nauczyciel akademicki Instytutu Muzykologii Uniwersytetu Warszawskiego, wieloletni pracownik Instytutu Sztuki Polskiej Akademii Nauk w Warszawie.

## Życiorys
Urodził się w ówcześnie leżącej na terytorium Polski Jagielnicy (obecnie Ukraina) w rodzinie żydowskiej jako syn działacza syjonistycznego Chaima Nuty Brüstigera (1890–1932) i Julii z domu Prajs (1902–1975). Jego dziadek prowadził tam aptekę. Należał do Komunistycznego Związku Młodzieży Polski na terenie Lwowa oraz organizacji „Pionier” będącej jego przybudówką. W latach 1936–1939 był członkiem Związku Młodzieży Szkolnej, a w latach 1939–1941 należał do Międzynarodowej Organizacji Pomocy Rewolucjonistom. W latach 1940–1941 studiował medycynę we Lwowie, jednak przerwał naukę w związku z wkroczeniem wojsk niemieckich do miasta w czerwcu 1941. Od tego okresu ukrywał się w Sokalu, potem przedostał się do Stalina (obecnie Donieck). We wrześniu 1943 wraz z ewakuowanymi żołnierzami włoskimi wyjechał do Włoch i osiadł w Bolonii. Tam w latach 1945–1946 kontynuował studia lekarskie oraz uczył się gry na fortepianie u Giuseppe Piccioli.
W 1946 wrócił do Polski i zamieszkał w Warszawie. Tam w latach 1946–1951 dokończył studia lekarskie. Studiował również w Wyższej Szkole Higieny Psychicznej w Warszawie. W latach 1948–1953 odbył studia muzykologiczne na Uniwersytecie Warszawskim. W 1948 wstąpił do Akademickiego Związku Walki Młodych „Życie”, a następnie do Związku Akademickiej Młodzieży Polskiej. W tym samym roku odbył staż szpitalny w Centralnym Laboratorium Bakteriologiczno-Żywnościowym Ministerstwa Bezpieczeństwa Publicznego (będąc formalnie funkcjonariuszem MBP). W 1955 uzyskał tytuł magistra muzykologii. Jego nauczycielem gry na fortepianie był Jerzy Lefeld. W 1951 rozpoczął pracę zawodową w Instytucie Muzykologii Uniwersytetu Warszawskiego jako asystent, a następnie w latach 1958–1970 jako adiunkt. W latach 1959–1960 dzięki stypendium odbył studia w zakresie historii i teorii muzyki w Accademia di Santa Cecilia w Rzymie i Centre National de la Recherche Scientifique w Paryżu. W latach 50. XX wieku działał w Klubie Krzywego Koła.
W 1963 uzyskał stopień doktora za rozprawę Forma wariacyjna w muzyce instrumentalnej renesansu, napisaną pod kierunkiem Józefa Michała Chomińskiego. Praca, której fragmenty opublikowano początkowo w formie artykułów, została nagrodzona przez Ministra Szkolnictwa Wyższego i wydana drukiem w 2008 roku. W 1970 został pracownikiem naukowym Instytutu Sztuki Polskiej Akademii Nauk, gdzie w 1980 habilitował się na podstawie rozprawy Związki muzyki ze słowem. Z zagadnień analizy muzycznej. W 1982 otrzymał tytuł docenta, a 16 października 1990 profesora zwyczajnego. Był także pracownikiem Katedry Teorii Muzyki Akademii Muzycznej w Warszawie. W 1991 przeszedł na emeryturę. Specjalizował się w problematyce relacji między muzyką a słowem we włoskiej muzyce wokalnej XVII i XVIII wieku. Autor wielu przekładów librett operowych i tłumaczeń z języka włoskiego tekstów muzykologicznych.
Był honorowym członkiem Komitetu Nauk o Sztuce Polskiej Akademii Nauk, Związku Kompozytorów Polskich oraz Institute of Advanced Musical Studies w Londynie (od 1994). Był członkiem Rady Artystycznej Teatru Wielkiego w Warszawie, członkiem Rady Naukowej Instytutu Sztuki PAN, Collegium Invisibile i Antiquae Musicae Italicae Studiosi w Bolonii (od 1977), konsultantem artystycznym Festiwalu Muzycznego Polskiego Radia, członkiem korespondentem Accademia delle Scienze dell’Instituto di Bologna (od 1978), członkiem założycielem Towarzystwa im. Witolda Lutosławskiego oraz założycielem i prezesem Stowarzyszenia De Musica.
Wykładowca teorii i estetyki muzyki oraz historii muzyki na wielu uczelniach w kraju: Uniwersytecie Warszawskim (1955–1972), Uniwersytecie Jagiellońskim (1970–1976) i Uniwersytecie im. Adama Mickiewicza w Poznaniu (1983–1985, 1987–1988). W latach 1992–1998 był zatrudniony jako profesor muzyki na Uniwersytecie Kalabryjskim w Arcavacata di Rende. W tym czasie przez trzy lata wykładał także na Uniwersytecie Macerata-Fermo. Od 1983 współpracował z Instytutem Muzykologicznym Uniwersytetu w Palermo. W latach 1985–1988 prowadził badania jako senior fellow w Institut für die Wissenschaften vom Menschen w Wiedniu. W latach 1994–1998 był kierownikiem artystycznym Incontri we Włoszech. W roku akademickim 1994/1995 był rektorem Międzynarodowej Akademii Mozartowskiej w Krakowie.
Pod jego kierunkiem stopień naukowy doktora uzyskał m.in. Maciej Jabłoński.
Uczestnik wielu konferencji muzykologicznych w Polsce i na świecie. Współorganizator polsko-włoskich konferencji muzykologicznych. Był konsultantem artystycznym w Teatrze Wielkim im. Stanisława Moniuszki w Poznaniu i Łodzi.
Mieszkał i zmarł w Warszawie, pochowany na cmentarzu Wojskowym na Powązkach (kwatera 33D-2-12).

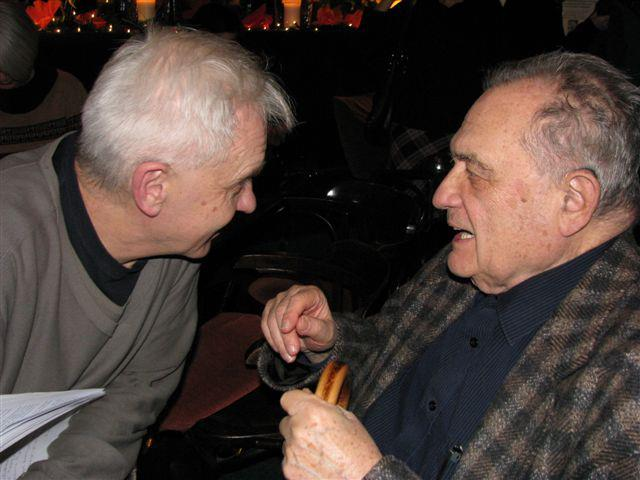
Michał Bristiger z Piotrem Kłoczowskim – Warszawa, 5 grudnia 2012

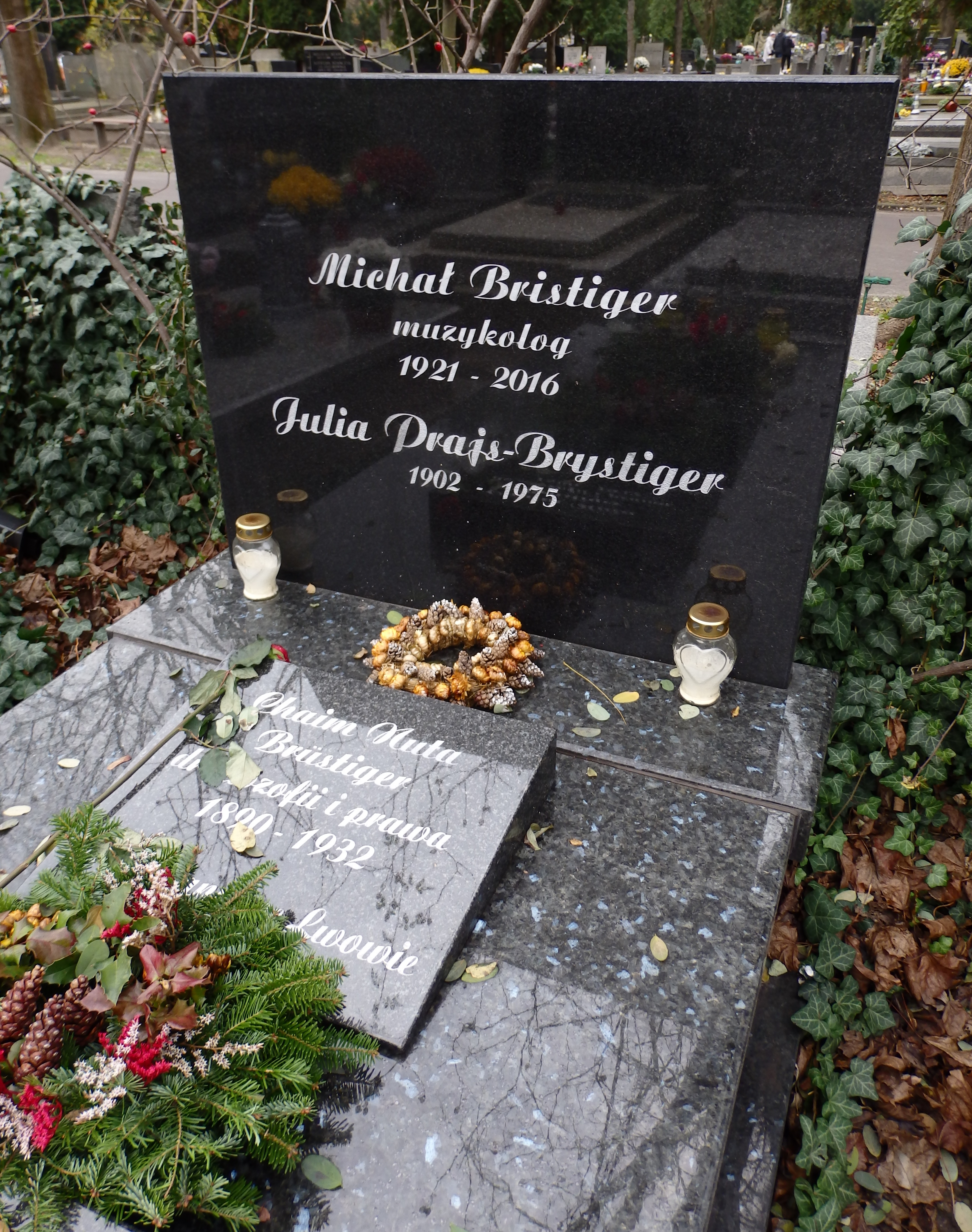
Grób Michała Bristigera na cmentarzu Wojskowym na Powązkach w Warszawie

## Działalność muzyczna
Był popularyzatorem muzyki oraz krytykiem, członkiem i redaktorem czasopism muzycznych. W latach 1952–1957 współredagował dział muzyczny w Przeglądzie Kulturalnym. W 1967 założył pismo Res Facta (wznowione jako Res Facta Nova), którego został redaktorem naczelnym. Pismu towarzyszy także Biblioteki Res Facta, której też jest redaktorem naczelnym. Był twórcą i redaktorem naczelnym wydawanej w latach 1972–1989 serii muzykologicznej Pagine. W latach 1978–1986 był członkiem kolegium redakcyjnego Acta Musicologica, od 1980 członkiem redakcji International Review of the Aesthetics and Sociology of Music z Zagrzebia, a od 1970 członkiem redakcji Collage z Palermo.
W 2001 założył stowarzyszenie i czasopismo internetowe o charakterze akademickim De Musica, w którym zamieszczane są prace autorów polskich i zagranicznych dotyczące muzyki, filozofii, estetyki, poezji i literatury. Współtworzył magazyn Atelier w Programie II Polskiego Radia.

## Publikacje
Michał Bristiger jest autorem wielu publikacji z zakresu muzykologii: książek, artykułów, polemik, komentarzy, sprawozdań, haseł encyklopedycznych i rozpraw.
Książki:
- Związki muzyki ze słowem, Biblioteka Res Facta, nr 4, PWM, Kraków 1986, ISBN 83-224-0262-7.
- Myśl muzyczna. Studia wybrane, t. 1–2, Instytut Sztuki PAN, Warszawa 2001–2011, ISBN 978-83-89101-02-0, ISBN 83-89101-02-5.
- Forma wariacyjna w muzyce instrumentalnej renesansu (praca doktorska, wydanie jubileuszowe), LIBER PRO ARTE, Warszawa 2008
- Transkrypcje: pisma i przekłady, Wydawnictwo Słowo/obraz Terytoria, Gdańsk 2010, ISBN 978-83-7453-963-0.

## Nagrody i wyróżnienia
- 1983: Nagroda Związku Kompozytorów Polskich
- 1993: Nagroda Fundacji Alfreda Jurzykowskiego
- 2001: Nagroda Muzyczna Polskiego Radia
- 2004: tytuł doktora honoris causa Uniwersytetu w Palermo
- 2005: Doroczna Nagroda Ministra Kultury w dziedzinie muzyki
- 2006: Złoty Medal „Zasłużony Kulturze Gloria Artis”[7]
- 2013: Medal stulecia urodzin Witolda Lutosławskiego[8]
- 2013: Medal Pro Publico Bono im. Sabiny Nowickiej[9]